# Bahnhof Lewisham

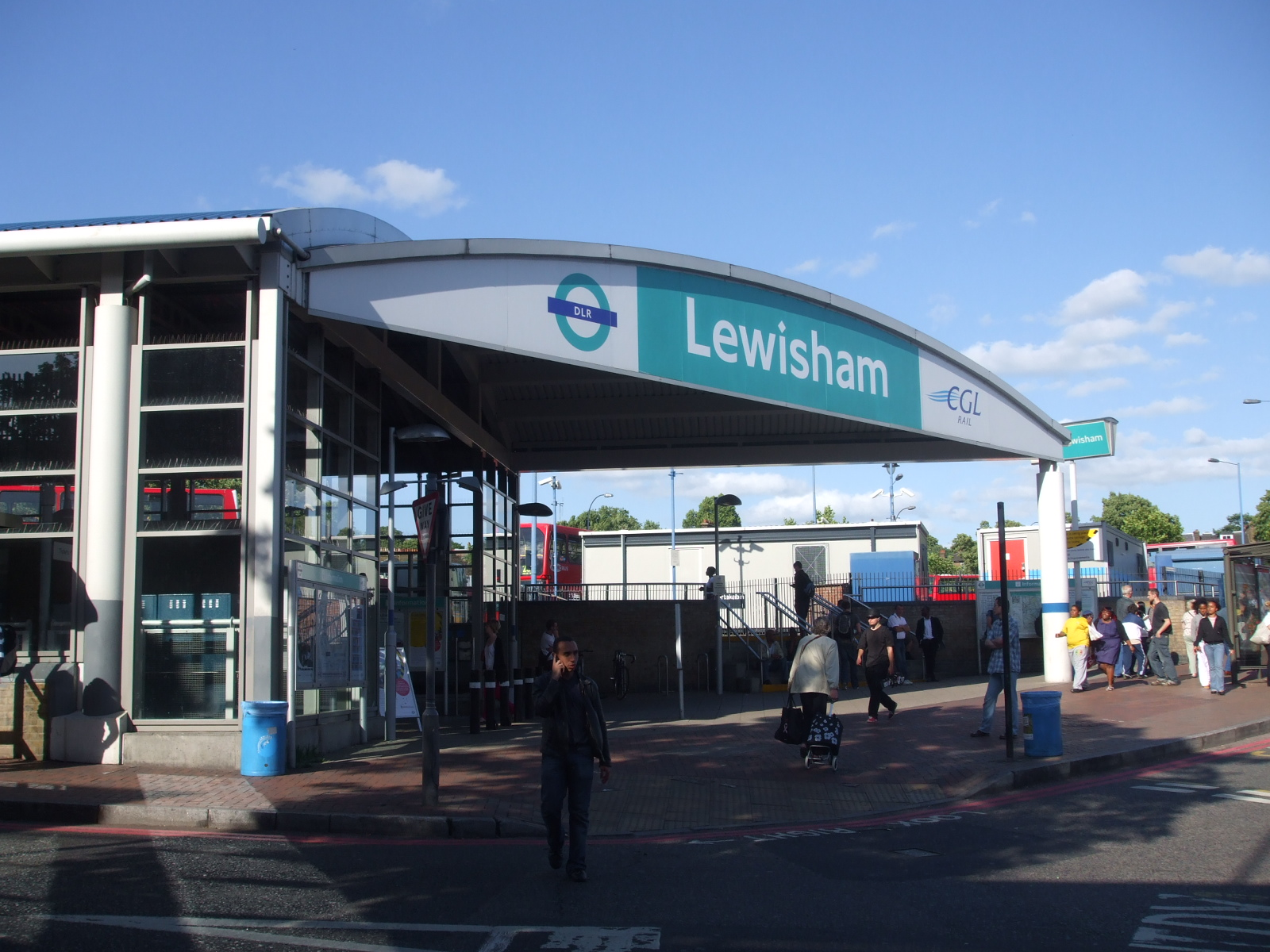
Eingang zur DLR-Station

Lewisham ist ein Bahnhof im Londoner Stadtbezirk London Borough of Lewisham. Er ist eine bedeutende Nahverkehrsdrehscheibe und liegt an der Grenze der Travelcard-Tarifzonen 2 und 3 an der Station Road. Im Jahr 2013 nutzten 8,192 Millionen Fahrgäste den Bahnhof.
Der Bahnhof wird von Zügen der Gesellschaft Southeastern bedient, darüber hinaus ist er die südliche Endstation der Docklands Light Railway (DLR). Er weist die Form eines Keilbahnhofs auf, weshalb die Gleisanlage Y-förmig angeordnet ist. Sämtliche hier durchfahrenden Züge verkehren ab den Bahnhöfen Charing Cross oder London Bridge im Nordwesten. Nach Osten verläuft die Strecke in Richtung Dartford und Medway, in Richtung Süden zweigen die Vorortstrecken nach Hayes und Orpington ab. Die Endstation der Docklands Light Railway befindet sich in einem halb überdachten Einschnitt auf dem Vorplatz zwischen den beiden Streckenästen der Eisenbahn. Ein Busbahnhof sorgt für die Feinerschließung.
Eröffnet wurde der Bahnhof am 30. Juli 1849 durch die damalige South Eastern Railway, zusammen mit der Strecke zwischen Bermondsey und Gravesend. Mit der Inbetriebnahme der Strecke nach Beckenham am 1. Januar 1857 wandelte sich Lewisham von einem Durchgangs- zu einem Keilbahnhof. Die Eröffnung der DLR-Station erfolgte am 20. November 1999.
Am 4. Dezember 1957 kostete das Zugunglück von Lewisham 90 Menschen das Leben und verletzte über hundert weitere.